# Coppa dell'Imperatore 2016
La Coppa dell'Imperatore 2016  (第96回天皇杯全日本サッカー選手権大会?) è la novantaseiesima edizione della coppa nazionale giapponese di calcio. La squadra vincitrice prende parte alla AFC Champions League 2017.

## Formula
Partecipano tutte le 18 società di J. League Division 1 e tutte le 22 di J. League Division 2. Ad esse si aggiungono 47 società vincitrici delle leghe prefetturali, più una squadra vincitrice del campionato delle università, per un totale di 88 club partecipanti. La competizione è interamente ad eliminazione diretta, tutti i turni si svolgono in gara unica, con eventuali tempi supplementari e calci di rigore.

## Finale
| Suita 1 gennaio 2017                                                      | Kashima Antlers | 2 – 1         | Kawasaki Frontale |  |
| \| \| \| \| \| Yamamoto 42’, Messias 94’ \| Marcatori \| 54’ Kobayashi \| |                 |               |                   |  |
|                                                                           |                 |               |                   |  |
| Yamamoto 42’, Messias 94’                                                 | Marcatori       | 54’ Kobayashi |                   |  |